# Эфемеридное время
Эфемери́дное вре́мя, ЭВ — равномерная шкала времени, основанная на определении секунды, введённом в 1952 году на 8-м съезде Международного астрономического союза, которое не зависит от изменяющейся скорости вращения Земли. В 1956 году Генеральной конференцией по мерам и весам (CGPM) это определение было рекомендовано к использованию, а в 1960 году эфемеридная секунда была принята за основную единицу времени в Международной системе единиц СИ. В 1967 году в СИ было введено другое определение секунды, основанное на атомных часах. В 1984 году шкала эфемеридного времени ET в астрономии была заменена на шкалу TDT динамического земного времени, которую в 2001 году сменила шкала TT земного времени.
- Механизм — обращение Земли в течение года вокруг Солнца.
- Масштаб — продолжительность одной эфемеридной секунды, равной 1/31556925.9747 тропического года. Так как тропический год не является постоянным, то за эталон принята продолжительность тропического года в фундаментальную эпоху 1900.0 янв.0, 12h ЕТ., в таблицах Ньюкома[3].
- Нульпункт — фундаментальная эпоха 0 января 1900[4], 12h ЕТ на начальном меридиане.
- Способ отсчёта — через посредство системы всемирного времени UT, прибавлением поправки на переход к эфемеридному времени:

ET = UT + ΔT,
где ΔT (дельта T) — поправка на вековое замедление вращения Земли, которую в наше время определяют измерением положения Земли относительно внегалактических радиоисточников.
В первом приближении, систему ЕТ можно представлять как систему, основанную на суточном вращении Земли, но исправленную из-за неравномерности этого вращения.
Так как эфемеридная секунда привязана к продолжительности вполне определённого года, эталон ЕТ не может быть воспроизведен — это идеальное построение.

## Связь со всемирным временем
Эфемеридное время принято обозначать через {\displaystyle \mathrm {ET} }. И оно определяется с помощью всемирного времени {\displaystyle \mathrm {UT} } следующим образом:
{\displaystyle \mathrm {ET} \equiv \mathrm {UT} +\Delta T,}
где {\displaystyle \Delta T} — годичное изменение, табулированное в астрономических ежедневниках.

## История эфемеридного времени
Эфемеридное время (ET), введённое как стандарт в 1952 году, исходно разрабатывалось как приближение к однородной временной шкале, освобождённой от эффектов нерегулярности вращения Земли, «для удобства астрономов и других учёных», например, для использования в эфемеридах Солнца, Луны и планет. Оно было предложено в 1948 году Дж. М. Клеменсом.
Со времён Джона Флемстида (1646—1719) считалось, что дневное вращение Земли равномерно. Но в конце XIX — начале XX века с увеличением точности астрономических наблюдений было обнаружено, что период вращения Земли вокруг своей оси (то есть длина звёздных суток) испытывает колебания на коротких временных интервалах, а в целом медленно увеличивается (из-за приливного торможения). Доказательства этого факта были суммированы де Ситтером в 1927 году: 

Если мы примем эту гипотезу, то «астрономическое время», задаваемое вращением Земли и используемое во всех практических астрономических вычислениях, отличается от «равномерного» или «ньютонового» времени, которое определено как независимая переменная уравнений небесной механики. Оригинальный текст (англ.)If we accept this hypothesis, then the ‘astronomical time’, given by the earth’s rotation, and used in all practical astronomical computations, differs from the ‘uniform’ or ‘Newtonian’ time, which is defined as the independent variable of the equations of celestial mechanics. — 
 Де Ситтер предложил для получения равномерного времени применять поправку к среднему солнечному времени, даваемому вращением Земли.
Используя результаты Г. С. Джонса (1939) Дж. М. Клеменс в 1948 году предложил детальную схему построения равномерной шкалы. В этой работе Клеменс пояснил, что такая шкала предназначена «только для удобства астрономов и других учёных» и что «для гражданских нужд логично продолжать использовать среднее солнечное время».
Де Ситтер и Клеменс называли предложенное время «ньютоновым» или «равномерным». Д. Брауэр предложил название «эфемеридное время».
Следуя этим предложениям, астрономическая конференция в Париже (1950 год) рекомендовала, «что во всех случаях, когда средняя солнечная секунда неудовлетворительна как единица времени из-за её вариабельности, применяемой единицей [времени] должен быть сидерический год 1900.0, [и] что время, отсчитываемое в этих единицах, будет обозначаться как „эфемеридное время“», и утвердила формулу Клеменса (см. Определение эфемеридного времени (1952)) для перехода от среднего солнечного времени к эфемеридному.
Международный астрономический союз подтвердил эту рекомендацию на VIII Генеральной ассамблее в 1952 году. Практическое введение шкалы заняло некоторое время (см. Использование эфемеридного времени в официальных альманахах и эфемеридах), а затем эфемеридное время ET оставалось стандартом, пока в 1970-х не было заменено более точными временными шкалами (см. Пересмотр).
Во время использования ET как стандарта эфемеридное время подвергалось незначительным изменениям. Единица времени была переопределена через тропический год 1900.0 вместо сидерического, а стандартная секунда сначала определялась как 1/31556925,975 тропического года 1900.0, а затем как 1/31556925,9747, пока в 1967/8 она не была переопределена через цезиевый стандарт частоты (см. ниже).
Хотя ET сейчас напрямую не применяется, эта шкала оставила заметный след в науке. Её преемники, такие как TDT и атомная шкала времени TAI, были разработаны так, чтобы обеспечить непрерывность с эфемеридным временем («provides continuity with ephemeris time»). ET использовалось для калибровки атомных часов в 1950-х гг. Соответствие эфемеридной секунды с секундой СИ, определённой посредством цезиевых атомных часов, было проверено с точностью выше 1 к 1010.
Таким образом, решения разработчиков шкалы эфемеридного времени определили длину нынешней секунды, что, в свою очередь, влияет на количество секунд координации, которые вставляются в современные гражданские временные шкалы для поддержания их близости к среднему солнечному времени.

## Определение эфемеридного времени (1952)
Эфемеридное время было в принципе определено через орбитальное движение Земли вокруг Солнца, но его практическая реализация обычно получалась иным образом.
Детальное определение ET основывалось на «Таблицах движения Земли на ее оси и вокруг Солнца» С. Ньюкома (1895), интерпретированных новым способом для учёта некоторых найденных отклонений от них:
Во введении к «Таблицам» (p. 9) базисные формулы включали величину средней долготы Солнца во время, определяемое интервалом T, измеряемым в юлианских столетиях из 36525 средних солнечных суток, отсчитанных от среднего гринвичского полудня (Greenwich Mean Noon) 0-го января 1900 года:
{\displaystyle Ls_{N}=279^{\circ }41'48''{,}04+129\,602\,768''{,}13T+1''{,}089T^{2}.} . . . . . (1)
В 1939 году Спенсер Джонс показал, что действительные наблюдаемые положения Солнца при сравнении с получаемыми из формулы Ньюкома показывают систематические расхождения, выражаемые формулой:
{\displaystyle \Delta Ls=Ls_{real}-Ls_{N}=+1''{,}00+2''{,}97T+1''{,}23T^{2}+0{,}0748B,}
где «время наблюдения есть всемирное время UT, не скорректированное к ньютонову времени», а {\displaystyle 0,0748B} представляет собой нерегулярную флуктуацию, определяемую из наблюдений Луны.
Таким образом условно правильная формула должна была быть суммой этих выражений:
{\displaystyle Ls=279^{\circ }41'49''{,}04+129\,602\,771''{,}10T+2''{,}32T^{2}+0{,}0748B.} . . . . . (2)
Предложение Клеменса (1948) состояло не в применении коррекции подобного типа, исходя из среднего солнечного времени, а наоборот — в определении новой временной шкалы E, исходя из оригинальной формулы Ньюкома (1) и реального положения Солнца:
{\displaystyle Ls=279^{\circ }41'48''{,}04+129\,602\,768''{,}13E+1''{,}089E^{2},} . . . . . (3)
где сейчас временная переменная E представляет собой время, отсчитанное в эфемеридных столетиях (из 36525 эфемеридных дней из 86400 эфемеридных секунд) от среднего гринвичского полудня (Greenwich Mean Noon) 0-го января 1900 года. Официальное определение 1961 года гласит: «Начало отсчёта и скорость течения эфемеридного времени определены так, чтобы средняя долгота Солнца совпадала с выражением Ньюкома».
Из сравнения формул (2) и (3), выражающих одно и то же движение Солнца, но отсчитанное в разных временных шкалах, Клеменс получил неявное выражение, оценивающее разницу в секундах между эфемеридным временем и средним солнечным временем {\displaystyle ET-UT}:
{\displaystyle \delta t=+24^{s}{,}349+72^{s}{,}3165T+29^{s}{,}949T^{2}+1{,}821B.} . . . . . (4)
Формула Клеменса, сейчас заменённая более точными оценками, была включена в исходное решение конференции по эфемеридному времени. Из-за флуктуационного члена практическое определение разницы между ET и UT зависело от наблюдений. Сравнение формул выше показывает, что (идеально постоянная) единица эфемеридного времени, например, эфемеридная секунда, весь XX век была чуть-чуть короче соответствующей (но не идеально постоянной) единицы среднего солнечного времени (которая помимо нерегулярных флуктуаций испытывает постепенное стабильное увеличение), в соответствии также с более новыми результатами Моррисона и Стефенсона (см. ΔT).

## Реализации

### Вторичная реализация на основе наблюдений Луны
Хотя эфемеридное время в принципе определено через орбитальное движение Земли вокруг Солнца, на практике оно обычно измерялось по орбитальному движению Луны вокруг Земли. Эти измерения после калибровки среднего движения Луны по отношению к среднему движению Солнца можно рассматривать как вторичный стандарт (в метрологическом смысле) шкалы ET.
Причиной использования движения Луны было практическое удобство: так как скорость движения Луны на фоне звёзд примерно в 13 раз выше скорости движения Солнца, при той же точности измерения положения Луны эфемеридное время определялось во столько же раз точнее.
Когда эфемеридное время только вводилось, временные шкалы всё ещё базировались на астрономических наблюдениях. Точность шкал была ограничена точностью оптических наблюдений, а поправки ко времени определялись постфактум.

### Вторичная реализация на основе атомных часов
Через несколько лет после изобретения цезиевых атомных часов появилась альтернатива астрономической реализации шкалы эфемеридного времени. После калибровки шкалы атомного времени по ET (1958 год) цезиевые часы стали использоваться для хранения эфемеридного времени. Атомные часы предоставили новую вторичную реализацию ET почти в реальном времени, что вскоре доказало свою полезность и преимущества относительно первичного стандарта ET: не только большее удобство, но и лучшую равномерность хода времени относительно эфемеридного. Такие реализации также использовались и назывались ET, хотя и подразумевалось, что атомные временные шкалы не полностью идентичны первичному стандарту эфемеридного времени, но скорее представляют собой его улучшенные версии в смысле большей равномерности хода. Атомные часы затем дали начало шкале атомного времени, и шкале, которая сначала называлась «земное динамическое время», а сейчас «земное время», определённой так, чтобы обеспечить непрерывность со шкалой ET.
Доступность атомных часов вместе с увеличивающейся точностью астрономических наблюдений (которая пришла к тому моменту, когда релятивистские поправки уже не пренебрежимо малы), привела к замещению стандарта эфемеридного времени более точными шкалами, включая земное время и барицентрическое динамическое время, к которым само ET может рассматриваться как менее точное приближение.

## Переопределение временных шкал
В резолюции 1976 года Международный астрономический союз отметил, что теоретический базис текущей реализации (1952) стандарта эфемеридного времени являлся нерелятивистским, и поэтому, начиная с 1984 года, эфемеридное время будет заменено двумя релятивистскими шкалами динамического времени: земным динамическим временем TDT и барицентрическим динамическим временем TDB. Возникшие трудности были разрешены переходом в 1990-х гг. к новым шкалам земного времени TT, Geocentric Coordinate Time GCT (TCG) и Barycentric Coordinate Time BCT (TCB).

## Использование эфемеридного времени в официальных альманахах и эфемеридах
Эфемеридное время по стандарту 1952 года использовалось в «Astronomical Ephemeris» (UK) и в American Ephemeris and Nautical Almanac, заменив UT в основных эфемеридах, начиная с 1960 года. (Однако эфемериды в «Nautical Almanac», с тех пор — отдельном издании для штурманов, продолжают выражаться в UT.) Эфемериды публиковались в ET вплоть до 1983 года включительно (с некоторыми изменениями в связи с изменениями астрономических постоянных), после чего начиная с 1984 года, используются эфемериды JPL.
Ещё до перехода в 1960 году на ET в альманахах «Improved Lunar Ephemeris» были пересчитаны на ET для периода 1952—1959 гг. У. Дж. Экертом исходя из теории движения Луны Брауна с модификациями, рекомендованными Клеменсом (1948).

## Переопределение секунды
Последовательные переопределения единицы эфемеридного времени описаны в разделе «История». Величина стандартной секунды 1956/1960 года:
1/31 556 925,9747 тропического года для 0 января 1900 года в 12 часов эфемеридного времени,
было получено из линейной по времени части формулы Ньюкома (1) (взятой в смысле формулы (3)). Соотношение с коэффициентом Ньюкома видно из выражения:
1/31 556 925,9747 = 129 602 768,13 / (360×60×60×36525×86400).
Мониторинг цезиевых атомных часов с 1955 года быстро показал, что скорость вращения Земли испытывает флуктуации. Это подтвердило неприемлемость средней солнечной секунды всемирного времени UT как единицы измерения для наиболее точных измерений. После трёх лет сравнения шкалы атомного времени с лунными наблюдениями В. Марковитц с соавт. (1958) определили, что эфемеридная секунда соответствует 9 192 631 770 ± 20 периодам колебаний излучения для выбранного в качестве часового перехода в атоме цезия.
Следуя этим измерениям, в 1967/68 гг. Генеральная конференция по мерам и весам заменила определение секунды СИ на следующее:
Секунда равна 9 192 631 770 периодам излучения, соответствующего переходу между двумя сверхтонкими уровнями основного состояния атома цезия-133.
Хотя это определение полностью независимо от определения эфемеридной секунды, оно определяет секунду, неотличимую по величине от эфемеридной (как это измерено в 1958 году атомными часами). Позднее, в 1988 году, было проведено ещё одно сличение секунд (Markowitz, 1988) и оказалось, что разность атомной цезиевой и эфемеридной секунды (определённой из наблюдений Луны) не превышает 1 к 1010.
Для практических применений длина эфемеридной секунды может быть принята равной длительности секунды барицентрического динамического времени (TDB), земного времени (TT) или предшествующего TT — земного динамического времени (TDT).
Разность ET и UT называется ΔT. Она изменяется нерегулярным образом, но долговременный тренд — параболический в связи с ростом длины солнечных суток в среднем на 1,7 мс за столетие: это уменьшающаяся величина с античных времён до конца XIX века, и увеличивающаяся с тех пор (см. секунда координации).
Международное атомное время TAI было положено равным UT2 в момент 00:00:00 1-го января 1958 года. В этот момент ΔT имело значение около 32,18 секунды. Позднее разница между земным временем TT (преемником эфемеридного времени) и атомным временем TAI была определена через:
1977 январь 1,0003725 TT = 1977 январь 1,0000000 TAI, или
TT − TAI = 32,184 с.
Эту разницу можно считать постоянной, так как скорости TT и TAI по их определению совпадают.

## Bibliography
- G M Clemence, «On the System of Astronomical Constants», Astronomical Journal, vol.53(6) (1948), issue #1170, pp 169—179.
- G M Clemence (1971), «The Concept of Ephemeris Time», Journal for the History of Astronomy, vol.2 (1971), pp. 73-79.
- B Guinot and P K Seidelmann (1988), «Time scales — Their history, definition and interpretation», Astronomy and Astrophysics, vol. 194 (nos. 1-2) (April 1988), pp.304-308.
- 'ESAA (1992)': P K Seidelmann (ed.), «Explanatory Supplement to the Astronomical Almanac», University Science Books, CA, 1992 ; ISBN 0-935702-68-7.
- 'ESAE 1961': «Explanatory Supplement to the Astronomical Ephemeris and the American Ephemeris and Nautical Almanac» ('prepared jointly by the Nautical Almanac Offices of the United Kingdom and the United States of America', HMSO, London, 1961).
- IAU resolutions (1976): Resolutions adopted by the IAU in 1976 at Grenoble.
- «Improved Lunar Ephemeris», US Government Printing Office, 1954.
- W Markowitz, R G Hall, S Edelson (1955), «Ephemeris time from photographic positions of the moon», Astronomical Journal, vol. 60 (1955), p.171.
- W Markowitz, R G Hall, L Essen, J V L Parry (1958), «Frequency of cesium in terms of ephemeris time», Physical Review Letters, vol.1 (1958), 105—107.
- W Markowitz (1959), «Variations in the Rotation of the Earth, Results Obtained with the Dual-Rate Moon Camera and Photograhic Zenith Tubes», Astronomical Journal, vol.64 (1959), pp. 106—113.
- W Markowitz (1988), «Comparisons of ET(Solar), ET(Lunar), UT and TDT», in A K Babcock & G A Wilkins (eds.), The Earth’s Rotation and Reference Frames for Geodesy and Geophysics, IAU Symposia #128 (1988), pp 413—418.
- W G Melbourne, J D Mulholland, W L Sjogren, F M Sturms (1968), «Constants and Related Information for Astrodynamic Calculations», NASA Technical Report 32-1306, Jet Propulsion Laboratory, July 15, 1968.
- L V Morrison, F R Stephenson (2004), «Historical values of the Earth’s clock error ΔT and the calculation of eclipses», Journal for the History of Astronomy (ISSN 00218286), vol. 35(3) (2004), #120, pp. 327—336 (with addendum at vol.36, p.339).
- Simon Newcomb (1895), Tables of the Sun («Tables of the Motion of the Earth on its Axis and Around the Sun», in «Tables of the Four Inner Planets», vol. 6, part 1, of Astronomical Papers prepared for the use of the American Ephemeris and Nautical Almanac (1895), at pages 1-169).
- W de Sitter (1927), «On the secular accelerations and the fluctuations of the longitudes of the moon, the sun, Mercury and Venus», Bull. Astron. Inst. Netherlands, vol.4 (1927), pages 21-38.
- H Spencer Jones, «The Rotation of the Earth, and the Secular Accelerations of the Sun, Moon and Planets», in Monthly Notes of the Royal Astronomical Society, vol.99 (1939), pp 541—558.
- E M Standish, «Time scales in the JPL and CfA ephemerides», Astronomy & Astrophysics, vol.336 (1998), 381—384.
- F R Stephenson, L V Morrison (1984), «Long-term changes in the rotation of the earth — 700 B.C. to A.D. 1980», (Royal Society, Discussion on Rotation in the Solar System, London, England, Mar. 8, 9, 1984) Royal Society (London), Philosophical Transactions, Series A (ISSN 00804614), vol.313 (1984), #1524, pp. 47-70.
- F R Stephenson, L V Morrison (1995), «Long-Term Fluctuations in the Earth’s Rotation: 700 BC to AD 1990», Royal Society (London), Philosophical Transactions, Series A (ISSN 00804614), vol.351 (1995), #1695, pp. 165—202.
- G M R Winkler and T C van Flandern (1977), «Ephemeris Time, relativity, and the problem of uniform time in astronomy», Astronomical Journal, vol.82 (Jan. 1977), pp. 84-92.